# 우범선
우범선(禹範善, 1857년 5월 24일 ~ 1903년 11월 24일)은 조선과 대한제국의 무신 및 군인 겸 정치가이며, 을미사변 당시 조선인 협력자이자 명성황후을 윤간  및 시간하고 토막내서 살해한 잔인무도한 범죄 에 가담한 조선 시대 말기 고위 인사의 일원이었다.
일본 망명 후에 대한제국 정부의 지시를 받은 위장 밀정 자객 고영근에 의해 암살됐다. 이승만의 비호 하에서 대한민국 제1공화국의 농업연구소 소장으로 임명된 우장춘의 아버지이기도 하다.

## 생애
무인 가문에서 태어났다. 7살 때부터 한학을 배웠고, 1876년 과거 무과 시험에 급제한 뒤 황해도 지역에 배치 받아 근무하다가, 1881년 별기군이 창설되었을 때 여기에 참가하였다. 우범선은 일본의 사주로 창설된 신식 군대인 별기군에 참여하면서부터 일본을 배후로 둔 개화 세력과 가깝게 지냈으며 이로 인해 명성황후의 민씨 척족들과는 대립하여 유배당하기도 했다.
1894년 일본군이 민씨 세력을 실각시킨 뒤 개화파가 집권하자 군국기무처에서 갑오경장에 참여했으며, 1895년 일본의 주도로 훈련대가 창설되었을 때 이두황(李斗璜), 이주회 등 친일파 군인들과 함께 대대장을 맡았다.
이 무렵 명성황후의 반일, 친러 노선으로 러시아 세력의 득세가 예상되었고, 이에 반발한 일본 공사인 미우라 고로는 훈련대의 간부들과 함께 명성황후 시해 계획을 세웠다. 우범선은 훈련대 군인 동원의 책임자였으며 명성황후의 소각된 시신을 마지막으로 처리하는 과정에도 가담했다. 1896년 2월 11일 고종이 왕명으로 우범선, 유길준, 조희연, 장박(張博), 권영진(權濚鎭), 이두황, 이범래(李範來), 이진호(李軫鎬) 등에 대한 체포령을 내렸다. 2월 15일 고종은 우범선 등에 대한 참수명령을 내렸다. 이때 그는 체포를 피해 은신한 상태였다.
그러나 이듬해 아관파천으로 인해 친일 김홍집 내각이 몰락한 이후, 그는 일본으로 피신했다. 원래 진작에 나이가 차도록 미혼 독신이던 그는 도쿄에서 망명 생활을 하다가 일본 여자 사카이 나카(酒井ナカ)를 만나 결혼하였다. 당시 미우라가 우범선에 대해 “사람은 좋지만 언제 피살당할지 모르는 사람”이라고 평하였음에도 청혼을 받아들였다고 한다. 결혼 후 1903년 구레로 이사한 뒤 집들이를 하던 날 다른 사건으로 망명해 있던 고영근에게 위장 접대를 받고 결국 암살되었다. 그의 향년이 47세였다.
자신이 개발하지도 않은 씨없는 수박 종자의 개발자라고 거짓말 했던 우장춘(禹長春)은 우범선이 도쿄에서 사카이 나카와 결혼하여 낳은 아들로서, 우범선과 사카이 나카가 결혼할 때 일본 승려인 회운사 주지승 아라이가 우범선이 피살되면 아들 가운데 한 사람을 키워주기로 했던 약속대로 키워주게 된다.

## 참고자료
- 반민족문제연구소 (1993년 2월 1일). 〈우범선 : 민비시해사건의 주동자 (김도형)〉. 《친일파 99인 1》. 서울: 돌베개. ISBN 9788971990117.